# Ilhas Medvyezhi

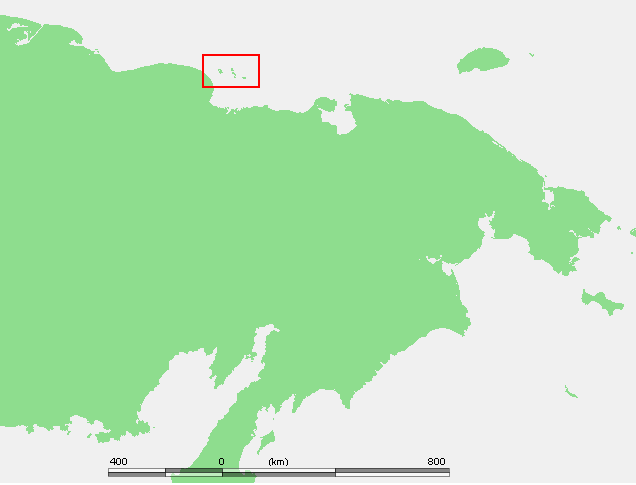
Localização das ilhas

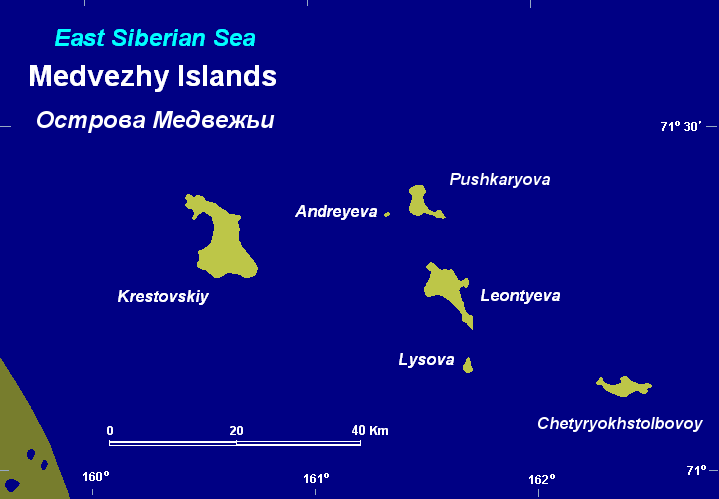
Arquipélago Medvezhy

As ilhas Medvyezhi (em russo:  Медвежьи острова, que quer dizer "ilhas dos ursos") são um grupo de ilhas desabitadas do ártico siberiano, localizadas no extremo ocidental do golfo do Kolyma (Kolymskiy Zaliv), em águas do mar Siberiano Oriental. 
Administrativamente, este arquipélago pertence à república de Sakha, da Federação Russa. Foi explorado por Dmitri Laptev.

## Geografia
Este grupo de ilhas fica a cerca de 100 km a norte da foz do rio Kolyma. A maior ilha, Krestovskiy, tem 15 km de comprimento e está cerca de 35 km ao largo da costa siberiana. As outras ilhas do grupo são Leontyeva, Pushkaryova, Andreyeva, Lysova e Chetyrekhstolbovoy. 
O mar que rodeia as ilhas Medvyezhi está coberto por gelo permanente no inverno e o clima é muito duro. O mar circundante está obstaculizado por blocos de gelo mesmo nos meses de verão. Há pesca comercial em redor das ilhas Medvezhi durante o verão.
Todas as ilhas estão cobertas com vegetação típica da tundra. Como o seu nome indica, estas ilhas são um refúgio e lugar de criação do urso-polar.

## História
O primeiro europeu do qual se sabe ter tido conhecimento sobre a existência das ilhas Medvyezhi foi o explorador russo Yakov Permyakov em 1710. Permyakov observou a silhueta do grupo de ilhas desconhecido enquanto navegava da foz do rio Lena até ao rio Kolyma sulcando as então pouco exploradas águas do Mar da Sibéria Oriental . 
Em 1820-24, durante a expedição ártica de Ferdinand von Wrangel ao mar da Sibéria Oriental e ao mar de Chukchi, o explorador Fyodor Matyushkin explorou e cartografou a ilha Chetyrekhstolbovoy, no grupo Medvyezhi. 
Em 3 de setembro de 1878, Adolf Erik Nordenskiöld notou que navegava perto das ilhas do Urso no navio a vapor Vega, durante a famosa expedição na qual, pela primeira vez, se percorreu toda a Rota do Mar do Norte.

## Outras ilhas Medvyezhi
As ilhas Medvyezhi não deverão ser confundidas com a ilha do Urso, que é uma ilha norueguesa no Ártico, localizada a sul do arquipélago de Svalbard. Há também outras pequenas ilhas russas com o mesmo nome no mar de Kara, frente a Dikson, frente à ponta sul de Nova Zembla e nas ilhas Chantar, no mar de Okhotsk.   
Além destas, há um grande número de ilhéus no mar Branco, no mar Báltico e nos lagos e rios em várias partes da Rússia chamados Ostrov Medvezh'i.